# Souterrain

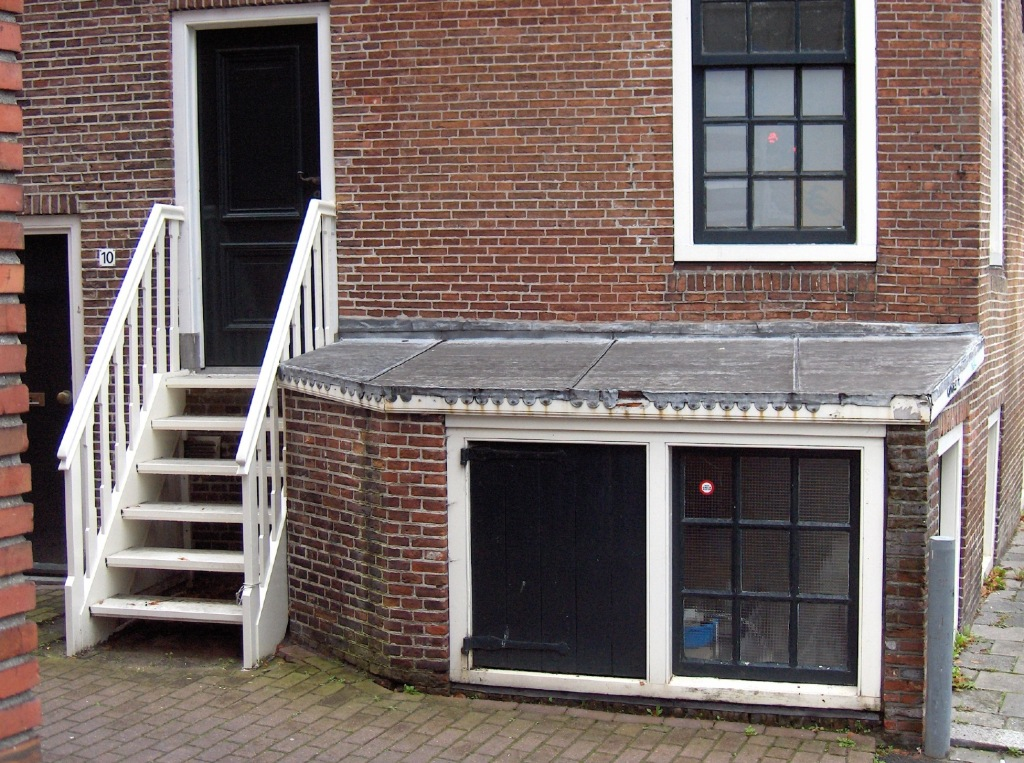
Hochparterre und befenstertes Souterrain in Groningen, Niederlande

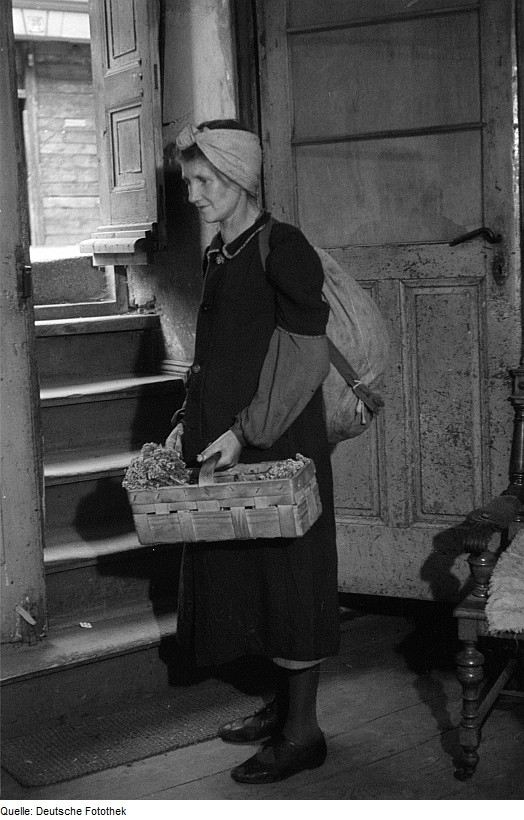
Ausgang und Aussicht vom Tiefparterre, Berlin 1946

Souterrain (IPA: [zutɛˈʁɛ̃ː], anhörenⓘ; von französisch sous-terrain für ‚unterirdisch‘) oder Tiefparterre ist im Bauwesen ein etwa zur Hälfte in den Erdboden versenktes Geschoss, im Gegensatz zum ganz im Boden versenkten Keller und zum ein halbes Geschoss hoch gesetzten Hochparterre.

## Nutzung
Im Gegensatz zum Keller sind die Räume des Souterrain auch zum Aufenthalt sowie für Küche oder Waschküche und in Städten teilweise auch für Geschäftszwecke ausgelegt.
Bis in die 1920er Jahre wurden solche Souterrain-Wohnräume angelegt. Danach waren sie wegen Feuchtigkeit und mangelndem Licht verpönt: „Die ‚Kellerlöcher‘ galten in der Folgezeit als Notunterkünfte oder billige Studentenbuden.“

## Regionales
In der Schwäbischen Alb um den Heuberg wurden Unternehmer von Kleinbetrieben von Hausgewerbetreibenden im Souterrain ihres Wohnhauses scherzhaft als Souterrain-Fabrikanten bezeichnet.